# Diecéze Atlacomulco
Diecéze Atlacomulco je římskokatolická diecéze nacházející se v Mexiku.

## Území
Zahrnuje území 17 měst státu México; Acambay, Polotitlán, Aculco, Jilotepec, Soyaniquilpan de Juárez, Timilpan, Chapa de Mota, Villa del Carbón, Morelos, Temascalcingo, Atlacomulco, El Oro, Jocotitlán, Jiquipilco, Ixtlahuaca, San Felipe del Progreso a San José del Rincón.
Biskupským sídlem je město Atlacomulco, kde se nachází hlavní chrám, katedrála Božské prozřetelnosti.

## Historie
Diecéze byla zřízena 3. listopadu 1984 bulou Quandoquidem ad plenius papeže Jana Pavla II. z části území diecéze Toluca a Cuautitlán.
Původně byla sufragánou mexické arcidiecéze, ale 28. září 2019 vstoupila do církevní provincieToluca.

## Seznam biskupů
- Ricardo Guízar Díaz (1984–1996)
- Constancio Miranda Weckmann (1998–2009)
- Juan Odilón Martínez García (2010–2024)
  - Juan Pedro Juárez Meléndez (od 2024) apoštolský administrátor